# Matthew Green (homme politique canadien)
Pour les articles homonymes, voir Matthew Green.
Matthew Green, né le 10 septembre 1980, est un homme politique municipal et fédéral canadien.
Après un passage au conseil municipal de Hamilton, il est député néo-démocrate à la Chambre des communes de la circonscription fédérale de Hamilton-Centre de 2019 à 2025.

## Biographie
Green grandit à Hamilton en banlieue de Toronto pour ensuite aller étudier à l'Université Acadia de Wolfville en Nouvelle-Écosse d'où il sort diplômé en sciences politiques. Revenu à Hamilton, il poursuit des études à l'Université McMaster.
Élu au conseil municipal de Hamilton en 2014, il œuvre à faire de la ville la première en Ontario à autoriser et réglementer les prêts sur salaire. En 2018, il devient directeur exécutif de la Hamilton Centre of Civic Inclusion (HCCI), une organisation à but non lucratif pour promouvoir l'égalité raciale.
Déclarant suivre l'exemple de Lincoln Alexander, le premier député noir à siégé à la Chambre des communes, qui l'encourage à se lancer en politique, il se joint à l'équipe néo-démocrate de Jagmeet Singh et son combat contre le profilage racial. Élu député de Hamilton Centre en 2019, il devient porte-parole contre la brutalité policière et milite pour un bannissement de l'usage de gaz lacrymogènes. Dans une entrevue avec le magazine socialiste américain Jacobin, il déclare être en faveur d'un impôt sur la fortune.
Second représentant noir de Hamilton après Lincoln Alexander, il est idéologiquement considéré comme un néo-démocrate dans la lignée de Stanley Knowles.
Green est réélu en 2021 mais défait en 2025.

## Résultats électoraux

### Élections fédérales
| Année | Parti  | Parti                      | Circonscription fédérale | Voix   | %     | Issue |
| ----- | ------ | -------------------------- | ------------------------ | ------ | ----- | ----- |
| 2019  |        | Nouveau Parti démocratique | Hamilton-Centre          | 20 368 | 46,16 | Élu   |
| 2021  | 20 105 | Nouveau Parti démocratique | Hamilton-Centre          | 48,7   | Élu   |       |

### Élection du conseil municipal de Hamilton
Toutes les élections municipales de Hamilton sont officiellement non partisanes.
| Année | Parti | Parti       | District                      | Voix  | %     | Issue |
| ----- | ----- | ----------- | ----------------------------- | ----- | ----- | ----- |
| 2014  |       | Indépendant | 3e district - Hamilton centre | 2 852 | 40,70 | Élu   |